# سداسي فلوريد الكبريت
سداسي فلوريد الكبريت هو مركب غير عضوي صيغته SF6 وهو عديم اللون، عديم الرائحة وغير سام، وهو غاز غير قابل للاشتعال (في الأحوال العادية).
جزيء SF6 له ثمانية سطوح ويتكون من ست ذرات فلور مرتبطة بذرة الكبريت الوسطية بشكل متناظر. وهو غاز ثقيل وينقل عموما كغاز مميع.

## الخواص
سداسي فلوريد الكبريت غاز من صنع الإنسان (غير متواجد في الطبيعة) وهو معروف بخصائصه الفيزيائية المميزة:
- عازل كهربائي جيد
- ناقل جيد للحرارة

## الاستعمالات
يستعمل سداسي فلوريد الكبريت في الشبكات الكهربائية ذو التوتر العالي في غاية الأهمية، خاصة في أجهزة العزل والتوصيل الكهربائي.
رغم كل هذه الإيجابيات إلا أنه محور نقاش بخصوص مساهمته في ظاهرة الاحتباس الحراري. إذ أن قدرة الاحترار تفوق قدرة ثاني أكسيد الكربون ب 22000 مرة. لكن نظراً لاستعماله المحدود وبإحكام فإن الإحصائيات الرسمية تشير إلى نسبة ضعيفة في الاحترار العالمي لا تتعدى 0.5%.
كما يستعمل في مجال صناعة أنصاف النواقل خاصة في الإزالة بالتفاعل الأيوني للسليكون
يعتبر SF6 من أقوى الغازات التي تسبب زيادة ظاهرة الاحتباس الحراري، فجزيئاته شديدة المقاومة تجاه أي هجوم من الغلاف الجوي، حتى إن خاصية التنظيف الذاتي للغلاف الجوي لا تستطيع التعامل مع مثل تلك الجزيئات؛ لذلك تتمتع بفترة حياة طويلة مما يجعلها أقوى تأثيرًا؛ ولذلك يتم حاليًا تقييد إنتاجها، فبالإضافة إلى قوة امتصاصه الكبيرة للأشعة تحت الحمراء هو يتمتع بفترة حياة طويلة نسبيا.